# Pablo Branović
Pablo Branović o Pablo de Serbia (en serbio: Павле Брановић, griego: Παῦλος; ca. 870 - 921) y fue el príncipe de los serbios entre 917 y 921. Fue puesto en el trono por el zar Simeón I de Bulgaria, quien había asesinado al anterior príncipe Pedro, que se había convertido en un aliado de los bizantinos. Pavle gobernó durante cuatro años, antes de ser derrotado por el príncipe Zaharija, su primo.
Pavle era el hijo de Bran, el segundo hijo de Mutimir (reino entre 851 y 891) de la primera dinastía serbia.